# اچ‌ام‌اس فورییوز (۱۸۰۹)
اچ‌ام‌اس فورییوز (۱۸۰۹) (به انگلیسی: HMS Furieuse (1809)) یک کشتی است که طول آن ۱۵۷ فوت ۳ اینچ (۴۷٫۹۳ متر) می‌باشد. این کشتی در سال ۱۷۹۷ ساخته شد.